# Conus carcellesi
Espèce
Conus carcellesi est une espèce de mollusques gastéropodes marins de la famille des Conidae.
Comme toutes les espèces du genre Conus, ces escargots sont prédateurs et venimeux. Ils sont capables de « piquer » les humains et doivent donc être manipulés avec précaution, voire pas du tout.

## Description
La taille de la coquille varie entre 29 mm et 50 mm.

## Distribution
Cette espèce marine est présente au large de l'Argentine.

## Taxonomie

### Publication originale
L'espèce Conus carcellesi a été décrite pour la première fois en 1945 par le malacologiste brésilien Emmanoel Azevedo Martins,,.

### Synonymes
- Conus (Lamniconus) carcellesi Martins, 1945 · appellation alternative
- Conus iheringi Frenguelli, 1946 · non accepté
- Conus lemniscatus carcellesi Martins, 1945 · non accepté
- Lamniconus carcellesi (Martins, 1945) · non accepté
- Lamniconus lemniscatus carcellesi (Martins, 1945) · non accepté

## Identifiants taxinomiques
Chaque taxon catalogué par les bases de données biologiques et taxonomiques possède un identifiant qui permet d'établir un point de référence. Les identifiants de Conus carcellesi dans les principales bases sont les suivants :
CoL : XX4F - GBIF : 6509788 - IRMNG : 11816538 - WoRMS : 429634